# Espace pseudo-métrique
En mathématiques, un espace pseudo-métrique est un ensemble muni d'une pseudo-distance. C'est une généralisation de la notion d'espace métrique.
Sur un espace vectoriel, tout comme une norme induit une distance, une semi-norme induit une semi-distance. Pour cette raison, en analyse fonctionnelle et dans les disciplines mathématiques apparentées, l'expression « espace semi-métrique » est utilisée comme synonyme d'espace pseudo-métrique (alors qu'« espace semi-métrique » a un autre sens en topologie).

## Définition
Une pseudo-distance sur un ensemble {\displaystyle E} est une fonction
{\displaystyle \mathrm {d} :E\times E\to \mathbb {R} _{+}}
telle que pour tout {\displaystyle x,y,z\in E},
1. {\displaystyle \mathrm {d} \left(x,x\right)=0} ;
2. {\displaystyle \mathrm {d} \left(x,y\right)=\mathrm {d} \left(y,x\right)} (symétrie) ;
3. {\displaystyle \mathrm {d} \left(x,z\right)\leq \mathrm {d} \left(x,y\right)+\mathrm {d} \left(y,z\right)} (inégalité triangulaire).

Autrement dit, une pseudo-distance est un écart à valeurs finies.
Un espace pseudo-métrique est un ensemble muni d'une pseudo-distance.
À la différence de ceux d'un espace métrique, les points d'un espace pseudo-métrique ne sont pas nécessairement discernables — c'est-à-dire que l'on peut avoir {\displaystyle \mathrm {d} (x,y)=0} pour des points distincts {\displaystyle x\neq y}.

## Exemples
| Espace | Pseudo-distance | Propriétés et remarques                                                                              |
| --- | --- | --- |
| Un ensemble {\displaystyle X} quelconque non vide.                                                                                               | {\displaystyle d(x,y):=0} | Cette pseudo-distance vérifie la séparibilité si et seulement si {\displaystyle X} est un singleton. |
| L'espace {\displaystyle \mathbb {R} ^{X}} des fonctions à valeurs réelles définies sur {\displaystyle X}.                                        | {\displaystyle d(f,g):=\|f(x_{0})-g(x_{0})\|} où {\displaystyle x_{0}\in X} est fixé.                                                       | Cette pseudo-distance vérifie la séparibilité si et seulement si {\displaystyle X} est un singleton. |
| La tribu {\displaystyle {\mathcal {A}}} d'un espace mesuré {\displaystyle (X,{\mathcal {A}},\mu )} où {\displaystyle \mu } est une mesure finie. | {\displaystyle d(A,B):=\mu (A\Delta B)} où {\displaystyle \Delta } désigne la différence symétrique.                                        | Cette pseudo-distance est parfois appelée la pseudo-distance de Fréchet–Nikodym–Aronszajn.           |
| La tribu {\displaystyle {\mathcal {A}}} d'un espace mesuré {\displaystyle (X,{\mathcal {A}},\mu )} où {\displaystyle \mu } est une mesure finie. | {\displaystyle d(A,B):={\frac {\mu (A\Delta B)}{\mu (A\cup B)}}} si {\displaystyle \mu (A\cup B)\neq 0} et {\displaystyle d(A,B):=0} sinon. | Cette pseudo-distance est parfois appelée la pseudo-distance de Markzewisky–Steinhaus.               |

## Cas particuliers
- Si {\displaystyle \mathrm {d} } est un écart sur un ensemble {\displaystyle E}, alors {\displaystyle \min(1,\mathrm {d} )} est une pseudo-distance sur {\displaystyle E}.
- Si {\displaystyle p} est une semi-norme sur un espace vectoriel {\displaystyle V}, alors {\displaystyle \mathrm {d} \left(x,y\right):=p\left(x-y\right)} est une pseudo-distance sur {\displaystyle V}. Réciproquement, toute pseudo-distance invariante par translation et homogène provient d'une semi-norme.

## Propriétés topologiques
La topologie pseudo-métrique associée à une pseudo-distance {\displaystyle \mathrm {d} } est celle induite par l'ensemble des boules ouvertes :
{\displaystyle B_{r}\left(p\right)=\{x\in X\mid \mathrm {d} \left(p,x\right)<r\}}.
Un espace topologique est dit « pseudo-métrisable » s'il existe une pseudo-distance dont la topologie associée coïncide avec celle de l'espace.
Remarque : un espace est métrisable si (et seulement si) il est pseudo-métrisable et T0.

## Identification métrique
En quotientant un espace pseudo-métrique par la relation d'équivalence d'annulation de la pseudo-distance, on obtient un espace métrique. Plus explicitement, on définit
{\displaystyle x\sim y\iff \mathrm {d} \left(x,y\right)=0},
et l'on obtient une distance {\displaystyle \mathrm {d} ^{*}} sur {\displaystyle E^{*}=E/\sim ~} en posant :
{\displaystyle \mathrm {d} ^{*}\left(\left[x\right],\left[y\right]\right)=\mathrm {d} \left(x,y\right)}.
La topologie de l'espace métrique {\displaystyle (E^{*},\mathrm {d} ^{*})} est la topologie quotient de celle de {\displaystyle (E,\mathrm {d} )}.